# Pimsiri Sirikaew
Pimsiri Sirikaew (in thai: พิมศิริ ศิริแก้ว; Khon Kaen, 25 aprile 1990) è una sollevatrice thailandese, vincitrice della medaglia d'argento a Londra 2012.